# Visé

Situación de Visé en la provincia de Lieja.

Visé (en valón Vizé, en neerlandés Wezet) es un municipio francófono belga de 17.000 habitantes, situado en la Región valona en la provincia de Lieja, en el río Mosa.

## Geografía
Se encuentra ubicada al este del país, cerca de la frontera con los Países Bajos y esta bañada por el río Mosa y su afluente Berwinne.

### Secciones del municipio
El municipio comprende los antiguos municipios, que se fusionaron en 1977:
| - Visé - Lanaye - Lixhe - Richelle - Argenteau - Cheratte |

### Pueblos y aldeas del municipio
Loën, Mons, Petit-Lanaye y Wixhou

### Galería

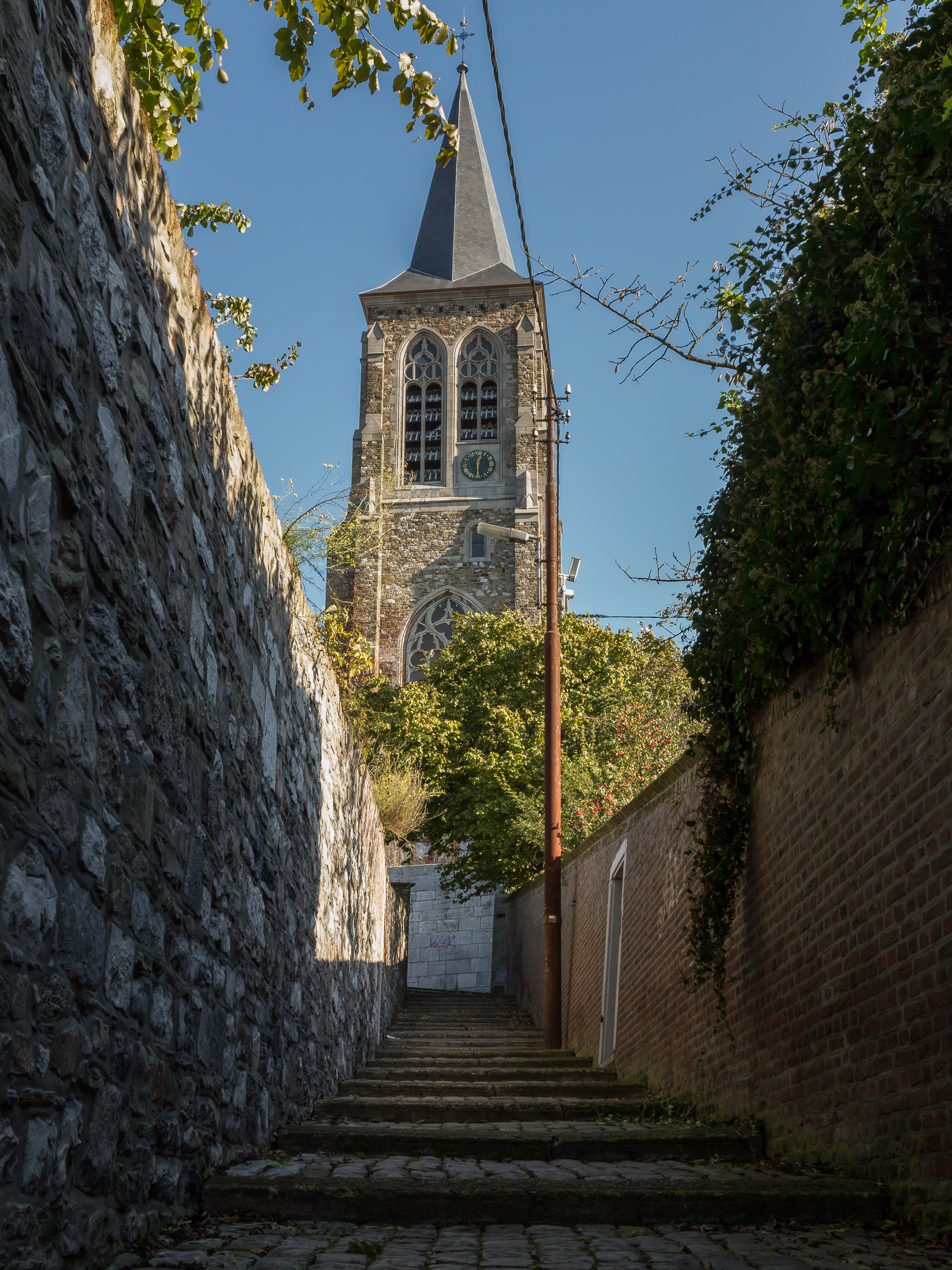
Visé, la iglesia: l'église Saint Martin
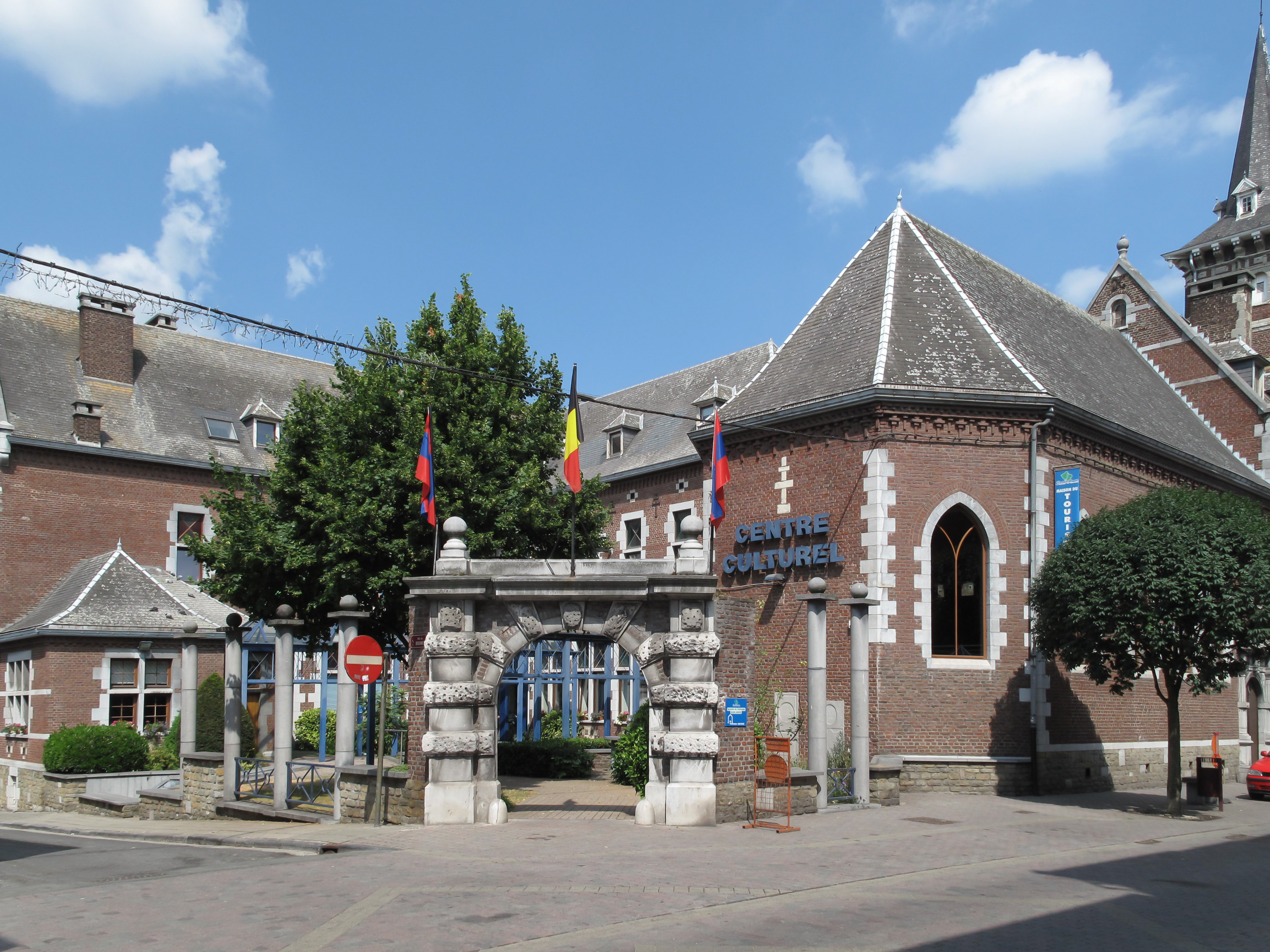
Visé, el centro cultural
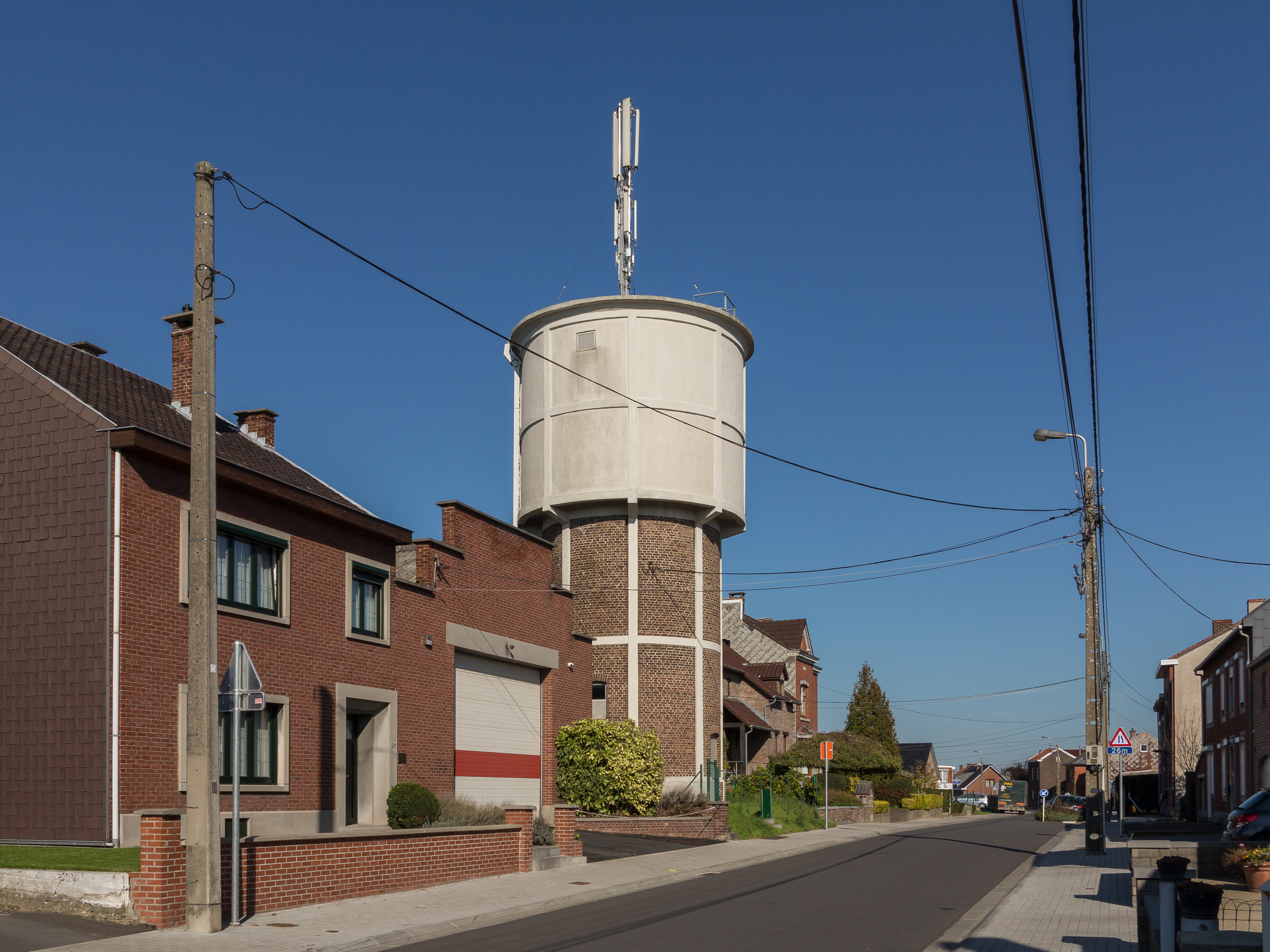
Cheratte-Hauteurs, la torre de agua en la calle
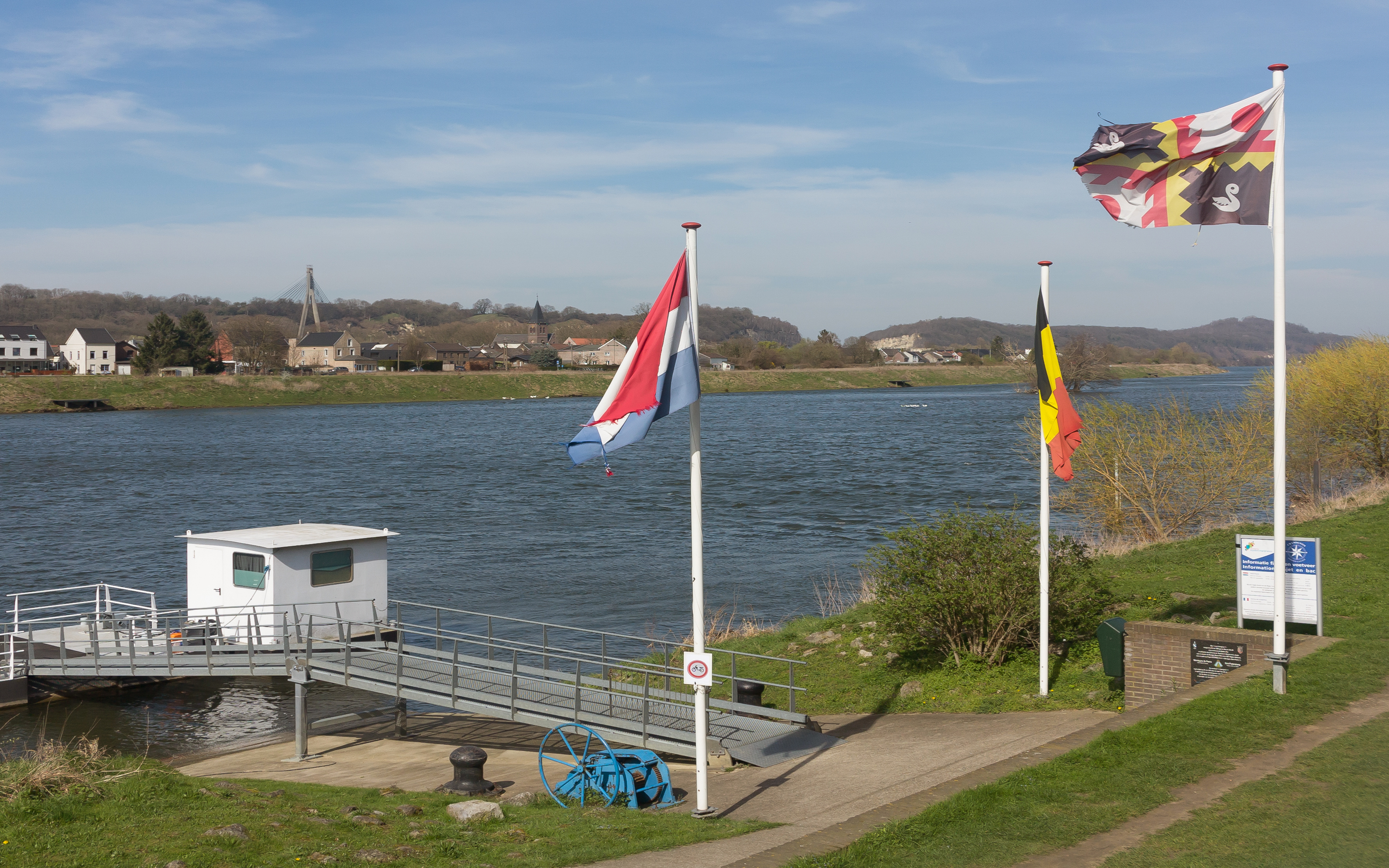
Lanaye, vista del pueblo desde Eijsden
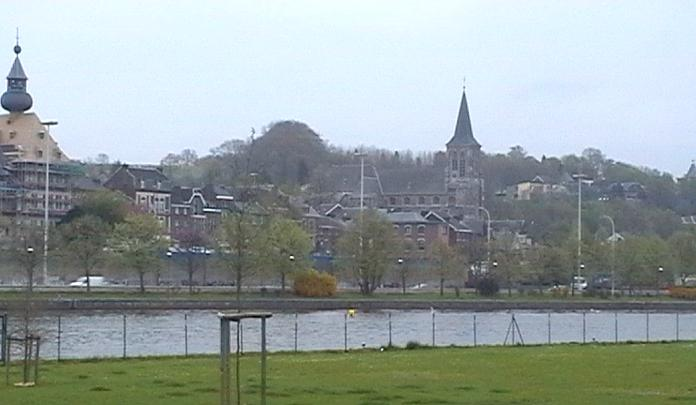
Vista de Visé desde la orilla izquierda del Mosa.

## Demografía

### Evolución
Todos los datos históricos relativos al actual municipio, el siguiente gráfico refleja su evolución demográfica, incluyendo municipios después de efectuada la fusión el 1 de enero de 1977.
| Gráfica de evolución demográfica de Visé entre 1846 y 2019 |
|                                                            |